# Flecheln

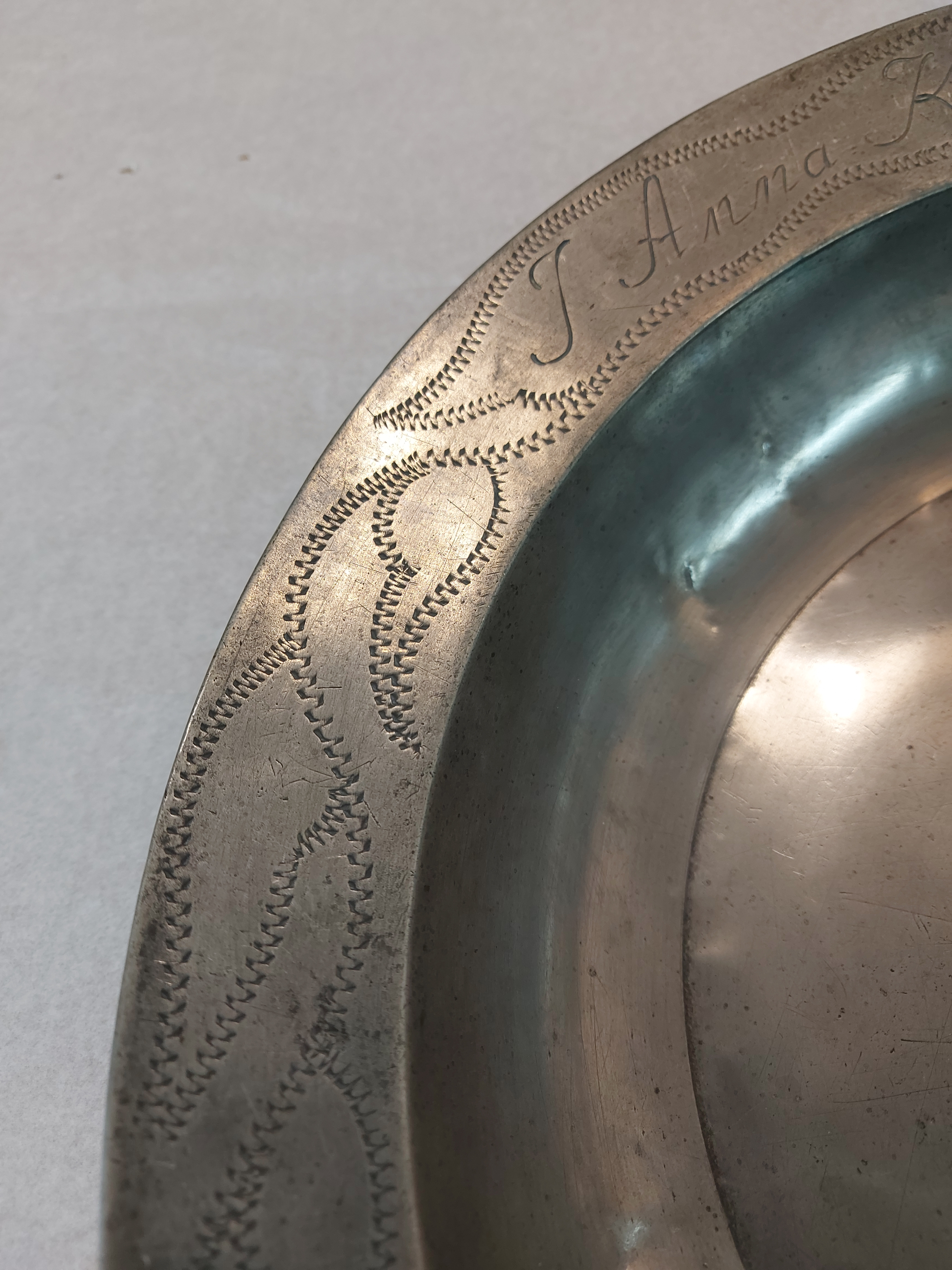
Geflechelte Randverzierung auf einem Zinnteller von 1827, Focke-Museum

Das Flecheln, auch „Flächeln“ oder „Tremblieren“, ist eine auf Zier- und Gebrauchsgeräten aus weichem Metall, fast ausschließlich Zinn und Silber, durch eine besondere Art von Gravierung geübte Dekorationsweise.

## Technik
Der flach oder ganz leicht schräg verkantet in wackelnder Bewegung über das Metall geführte Flachstichel erzeugt mit seiner etwa 2–4 mm breiten, leicht gerundeten Schneide dabei eine zickzackförmige Linie. Das Flecheln war eine vor allem für die Anbringung von Ornamenten, Bordüren, Ranken und Bildmotiven gewählte Technik, weniger für Inschriften. Ein Vorteil dieser Verzierungsart war, dass auch Handwerker, die weniger sicher in der gleichmäßigen und parallelen Führung des Grabstichels beim Gravieren gerader Linien waren, mit dem Flecheln problemloser dekorative und flächenfüllende Ornamente anbringen konnten. So sind geflechelte Zierlinien eher in der Volkskunst als im elitären Kunsthandwerk zu finden und auf Zinngeschirr weit häufiger als auf solchem aus Silber.
Technisch ganz ähnlich wird der Tremolierstich (Tremblierstich, Schwiebelirstich) ausgeführt, der zur Entnahme einer Materialprobe bei Edelmetallarbeiten vorgenommen wird (siehe hier).

## Geschichte
Vereinzelt wurden im antiken Mittelmeergebiet Metallarbeiten durch Flecheln verziert. Auch aus dem frühen Mittelalter sind nur vereinzelte Belege, etwa auf sogenannten Hansaschüsseln, bekannt geworden. Erst in spätgotischer Zeit und vermehrt dann seit dem 16. Jahrhundert verbreitet sich die Technik in Mitteleuropa und Skandinavien. Auf Silber brachte man den Flechelstich nur gelegentlich in Norddeutschland und Skandinavien an. Seit das Zinn als Geschirrmaterial aus der Mode kam und im 19. Jahrhundert bald nur noch von ländlichen Zinngießern verarbeitet wurde, verschwand auch das Flecheln aus dem Repertoire kunsthandwerklicher Techniken und wurde auch im Heimatstil nicht wiederbelebt.
Begriffsgeschichte
Der Begriff „Flecheln“ taucht erst in der technologischen Handbuchliteratur des 18. Jahrhunderts auf, auch Grimm beschreibt flächeln nur ungewohnt lakonisch als „flache Vertiefungen machen“.